# 楊晟

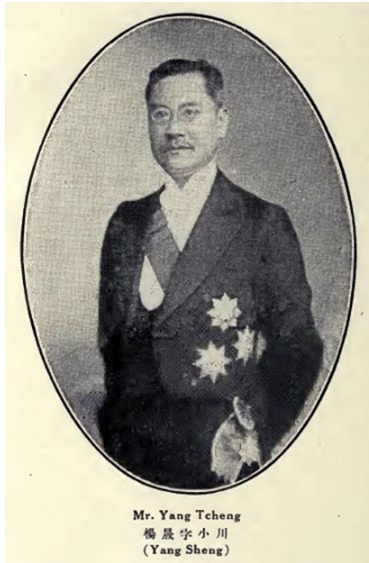

杨晟（1867年8月23日—？），字少川，广东省东莞县石龙镇旗下街人，清朝及中华民国政治人物、外交官。

## 生平
杨晟生于清朝同治六年七月廿四日（1867年8月23日）生于广东省东莞县石龙镇旗下街，是广州驻防汉军正红旗舒存佐领下人。1877年，他留学日本，1882年回国考入广东同文馆，1886年成为生员，1889年以县丞用。1890年，他转到京师同文馆德文馆，1892年捐笔帖式，指分六部行走，签分工部，1893年大考一等毕业。后保以总理各国事务衙门候补主事遇缺即补并加四品衔，1894年丁父忧，1896年保以总理各国事务衙门候补员外郎遇缺即补。1896年留学德国柏林大学学习法律与军事。1899年，他毕业回国，朝廷补考验试列优等，后来他担任官书局英文翻译官兼京师大学堂德文副教习。
1900年义和团运动兴起，杨晟离开北京，途经济南为山东巡抚袁世凯聘为幕僚。1901年，杨晟随专使荫昌赴德国给义和团毁损德国使馆“赔罪”。从德国回中国后，经过袁世凯的推荐，他担任山东候补道员、帮办山东军务兼洋务委员、铁路矿务处提调等职。1903年他任出使奥斯马加大臣、出使荷兰大臣，1905年改任出使德国大臣。1906年回国。后他曾任两江总督张人骏的顾问。
辛亥革命后，他任山东警务处外交科长。1913年他任沪海道尹兼外交部特派江苏交涉员。1916年初，他任外交部特派驻沪交涉员。1920年，他获授二等大绶嘉禾章、二等文虎章，不久晋授二等宝光嘉禾章。1921年，杨晟任政府专使，往南阳考察南洋华侨状况。1922年，他任中国红十字会驻上海副会长（会长汪大燮），同年又晋授一等大绶嘉禾章。1924年，他又任中国红十字会驻上海副会长（会长颜惠庆）。1926年，他任侨务局总裁至1928年退休。
此后他在上海展开商业活动，曾组织中华国货维持会、工商业研究会，并任两会会长。他还担任上海的广东同乡会会长。

## 延伸阅读
[在维基数据编辑]
 《海上名人傳·楊少川》，出自《海上名人傳》